# Palangerd (ort i Ilam)
Palangerd (persiska: پلنگرد) är en ort i Iran.   Den ligger i provinsen Ilam, i den västra delen av landet, 500 km väster om huvudstaden Teheran. Palangerd ligger 1 137 meter över havet och antalet invånare är 439.
Terrängen runt Palangerd är kuperad åt sydost, men åt nordväst är den platt. Palangerd ligger nere i en dal. Runt Palangerd är det ganska tätbefolkat, med 116 invånare per kvadratkilometer. Närmaste större samhälle är Eyvān, 3,8 km öster om Palangerd. Trakten runt Palangerd består till största delen av jordbruksmark.